# Sarnaki (village)
Pour les articles homonymes, voir Sarnaki.
Sarnaki (prononciation : [sarˈnaki]) est un village polonais de la gmina de Sarnaki dans le powiat de Łosice de la voïvodie de Mazovie dans le centre-est de la Pologne.
Le village est le siège administratif (chef-lieu) de la gmina appelée gmina de Sarnaki.
Il se situe à environ 16 kilomètres au nord-est de Łosice (siège du powiat) et à 129 kilomètres à l'est de Varsovie (capitale de la Pologne).
Le village possède une population de 1194 habitants en 2005.

## Histoire
De 1975 à 1998, le village appartenait administrativement à la voïvodie de Biała Podlaska.